# Солнце (герб)
Солнце (пол. Słońce, Maszkowski) — польский дворянский герб. 

## Описание
Солнце в полном сиянии. Это герб древнего Подольского воеводства.

## Герб используют
4 родаMajdanowicz, Massakowski, Maszkowski, Mazaraki , :